# SN 1994F
SN 1994F – supernowa typu Ia odkryta 9 stycznia 1994 roku w galaktyce A114959+1042. Jej maksymalna jasność wynosiła 22,08m.